# Ташино (Новгородская область)
Ташино — деревня в Батецком районе Новгородской области. Входит в состав Батецкого сельского поселения.

## География
Деревня расположена недалеко от районного центра — Батецкого.

### Часовой пояс
Деревня Ташино как и вся Новгородская область, находится в часовой зоне МСК (московское время). Смещение применяемого времени относительно UTC составляет +3:00.

## Население
| 1862 | 2010 |
| ---- | ---- |
| 164  | ↘6   |